# Andrea Jung
Andrea Jung (鍾彬嫻, pinyin : Zhōng Bīnxián) est une femme d'affaires américaine née en 1959 à Toronto (Ontario, Canada). Elle est classée parmi les 30 femmes les plus puissantes d'Amérique en 2001 par le magazine Ladies Home Journal, et parmi les 100 femmes les plus puissantes du monde par le magazine Forbes en 2004 et 2009.
Andrea Jung est membre du conseil d'administration d'Avon Products depuis 1998, et CEO de cette même compagnie depuis 1999. Elle siège également au conseil d'administration d'Apple depuis 2008.